# Zeleni bičaši
Zeleni bičaši (lat. Euglenophyta), jednostanični, pretežno slatkovodni organizmi u carstvu praživotinja s radijalnom ili bilateralnom simetrijom staničnog tijela, koje mogu biti cilindrične ili vretenaste duge 10 – 500 μm. Tipični su stanovnici malih, stajaćih, toplih voda, obogaćenih organskim tvarima, a ima izuzetaka koji žive u moru i oceanima.
Zeleni bičaši, latinski nazvani Euglenophyta Pascher, 1931, su jedino koljeno podcarstva Eozoa. Njemački fikolog Pascher (1931) zelene bičaše, Euglenophyta, svrstava kao biljke u podcarstvo Plantae euplastideae. Kasniji autori, Leedale (1967), botanički ih smatra koljenom s jednim razredom Euglenophyceae, a van den Hoek et al. (1995) kao diviziju s jednim razredom, Euglenophyceae.
Prema Anđelki Plenković-Moraj predstavljaju „neznatne ostatke jednog starog biljnog razreda”, izdvojivši se iz evolucijskog pravca kojim su se razvile zelene alge. Navodi da na njihovu starost prvenstveno ukazuje rezervna supstanca paramilum (slična glikogenu kod životinja) kao i postojanje pigmenata astaksantina i astacina. 
Stanice su najčešće gole, rijetko obavijene plazmatskom ovojnicom pelikulom. Na prednjem se kraju stanice nalazi vrećica s bičevima. Ova vrećica se sastoji od cjevastog dijela (kanala) i kruškolikog proširenja (citopharinx), a prema površini završava otvorom poput nekog “ždrijela" (invaginacija pelikule). Jedan je bič duži (pantonema), a drugi kraći koji ne izlazi iz 'ždrijela', a drugi kratki stapa s dugačkim na samom početku 'ždrijela'.
Na mjestu gdje se stapaju bičevi nalazi se fotoreceptor osjetljiv na svjetlo. Stigma ili očna pjega obojena je crveno ili narančasto, a boja mu dolazi od lipidnih kapljica s pigmentima astaksantinom (derivat karotena) i astancina.
Razmnožavaju se vegetativno, uzdužnom diobom, a spolni način nije utvrđen. Što se prehrane tiče, prvenstveno su autotrofni, rjeđe heterotrofni organizmi, ali ima i izuzetaka da su saprofiti ili da su prešli na animalni način prehrane.
Redovi Euglenales i Eutreptiales mogu razviti kloroplaste (ali mogu biti i bezbojne). Redovi Rhabdomonadales, Sphenomonadales i Heteronematales su heterotrofni.
Rod Euglena najčešći je u mlakama i barama bogatim organskim tvarima (Euglena viridis) a rjeđe u čistim vodama (Euglena sangiunea) razmnožavanje traje otprilike 2-4 sata.